# Liste der Patriarchen von Bulgarien
Die folgenden Personen waren als Metropoliten und Patriarchen Oberhäupter der Bulgarisch-orthodoxen Kirche:

## Erzbischöfe vonPreslaw(870–927)
- Georgi, Erzbischof von Silistra (870 – ca. 886)
- Iosif, der Bekenner (ca. 886-)

## Patriarchen vonPreslaw(927–972)
- Leonti (917–927)
- Dimitriy (927–?)
- Sergiy
- Grigoriy
- Damjan – Patriarch von Bulgarien und Erzbischof von Pliska und Bischof Drastar

## Patriarchen vonOhrid(972–1018)
- German (ca. 972–980) – Patriarch von Bulgarien und Erzbischof von Ohrid
- Philipp (980–1010) – Patriarch von Bulgarien und Erzbischof von Ohrid
- David (1010–1018) – Patriarch von Bulgarien und Erzbischof von Ohrid

- Im Jahr 1018 wurde das Patriarchat aufgelöst, da Bulgarien unter byzantinische Herrschaft geraten war. In Ohrid residierte weiterhin ein autokephaler Erzbischof, der von Byzanz eingesetzt wurde.

## Patriarchen vonTarnowo(1235–1393)
Kirchenunion mit Rom (1204–1235)
- Wasilij I., Erzbischof von Tarnowo

Orthodoxes Patriarchat (1235–1393)
- Ioakim I. (1235–1246)
- Wasilij II.
- Ioakim II.
- Ignatiy (1272–1273)
- Makariy (1273–?)
- Ioakim III. (?–ca. 1300)
- Wisarion
- Dorotey
- Roman
- Teodosiy I. (?–ca. 1337)
- Ioanikiy I.
- Simeon (ca. 1346)
- Teodosiy II. (ca. 1360)
- Ioanikiy II.
- Euthymios (1375–1393)

## Exarchen von Bulgarien
- Ilarion I. (1872)  († 1884)
- Anthim I. (1872–1877)
- Josef I. (1877–1915)

## Vorsitzender der Heiliger Synod
von 1915 bis 1945 wegen inneren Unstimmigkeiten konnte von der Heiligen Synode kein Exarchen gewählt werden. In dieser Zeit führte einer der jeweiligen Vorsitzenden der Heiligen Synode die Belange der Kirche.
- Partenij, Metropolit von Sofia (1915–1918)
- Wasili, Metropolit von Dorostol (1918–1921)
- Maxim, Metropolit von Plowdiw (1921–1927)
- Kliment, Metropolit von Wraza (1928–1930)
- Neofit, Metropolit von Widin (1930–1944)
- Stefan I., Metropolit von Sofia (1944–1948, ab 1945–1948 Exarch; * 1878 – † 1957)

von 1948 bis 1953 wegen Einmischung der Bulgarischen Kommunistischen Partei erneut vom Vorsitzenden der Heiligen Synode geführt
- Michael, Metropolit von Dorostol (1948–1948)
- Paisios, Metropolit von Wraza (1949–1950)
- Kiril, Metropolit von Plowdiw (1951–1953)

## Patriarchen von Bulgarien
- Kiril (1953–1971)
- Maxim (1971–2012)
  - Pimen von Newrokop (1996–1998) (Gegenpatriarch)
- Neofit (2013–2024)
- Daniel (früher Metropolit von Widin) (2024- )